# Grandiflorarosor
Grandiflorarosor (Rosa Grandiflora-gruppen), en grupp rosor med mycket komplext ursprung. Grunden till gruppen utgörs av korsningar mellan polyantarosor (Rosa Polyantha-Gruppen ) och tehybridrosor (Rosa Floribunda-Gruppen ). 
Motsvarar beteckningarna Grandiflora och Climbing Grandiflora i Modern Roses 11.

## Sorter
- CREAM DELIGHT ('Suncredel')
- 'Earth Song'
- GOLD MEDAL ('Aroyqueli')
- GRANDMA'S BLESSING ('Baiing')
- 'Mount Shasta'
- PRINS CLAUS ('Ruprins')
- PROMINENT ('Korp')
- 'Queen Elizabeth'
- 'Royal Queen'
- SONIA ('Meihelvet')
- VOILA ('Specoi')
- 'Yellow Queen Elisabeth'